# Sculpture (Niemeyer, parc de Bercy)
Pour les articles homonymes, voir Sculpture (homonymie).
Sculpture est une œuvre de l'architecte brésilien Oscar Niemeyer, située à Paris, en France. Installée dans le parc de Bercy, il s'agit d'une sculpture figurant une main offrant une fleur.

## Description
L'œuvre prend la forme d'une sculpture métallique représentant une main ouverte offrant une fleur, peinte d'une couleur rouge vif. Le style de l'œuvre est épuré, les formes étant figurées par des courbes cylindriques. La sculpture repose sur le sol en deux endroits et l'ensemble de la sculpture est situé globalement très en avant par rapport à ces points d'appui. Elle mesure environ 6 m de haut pour une douzaine de long et seulement une vingtaine de cm de large.
L'œuvre est accompagnée d'une plaque indiquant que l'œuvre est un don de l'artiste à la ville de Paris. Elle ne mentionne aucun nom particulier, se contentant d'énoncer qu'il s'agit d'une « sculpture d'Oscar Niemeyer ».

## Localisation
L'œuvre est installée dans le parc de Bercy, dans le 12e arrondissement de Paris. Elle est placée dans l'axe de la place Léonard-Bernstein, à côté de la cinémathèque ; l'artiste souhaitait que son œuvre prenne place dans un espace vert et un alignement d'arbres. Implantée sur un parterre de gazon, le haut de la sculpture (main et fleur) passe au-dessus de l'un des chemins du parc.

## Historique
La sculpture est réalisée par l'artiste dans le cadre de l'année du Brésil en France, en 2005. L'œuvre est offerte par l'artiste à la ville de Paris et inaugurée le 30 janvier 2007.